# Celles (Belgia)
Celles (dialectul picard: Chièl sau Chèl) este o comună francofonă din regiunea Valonia din Belgia. La 1 ianuarie 2008 avea o populație totală de 5.452 locuitori. 

## Geografie
Comuna actuală Celles a fost formată în urma unei reorganizări teritoriale în anul 1977, prin înglobarea într-o singură entitate a șase comune învecinate. Suprafața totală a comunei este de 67,14 km². Comuna este subdivizată în secțiuni, ce corespund aproximativ cu fostele comune de dinainte de 1977. Acestea sunt:
| - I. Celles - II. Escanaffles - III. Pottes - IV. Molenbaix - V. Velaines - VI. Popuelles |

Localitățile limitrofe sunt:
| - Comuna Mont-de-l'Enclus: - a. Orroir - b. Amougies - c. Anserœul - Comuna Frasnes-lez-Anvaing: - d. Arc-Ainières - e. Cordes - f. Forest - Comuna Tournai: - g. Quartes - h. Melles - i. Mourcourt - j. Mont-Saint-Aubert - Comuna Pecq: - k. Obigies - l. Hérinnes - Comuna Spiere-Helkijn: - m. Spiere - n. Helkijn - Comuna Avelgem: - o. Bossuit - p. Outrijve - q. Avelgem |